# Łacinnicy

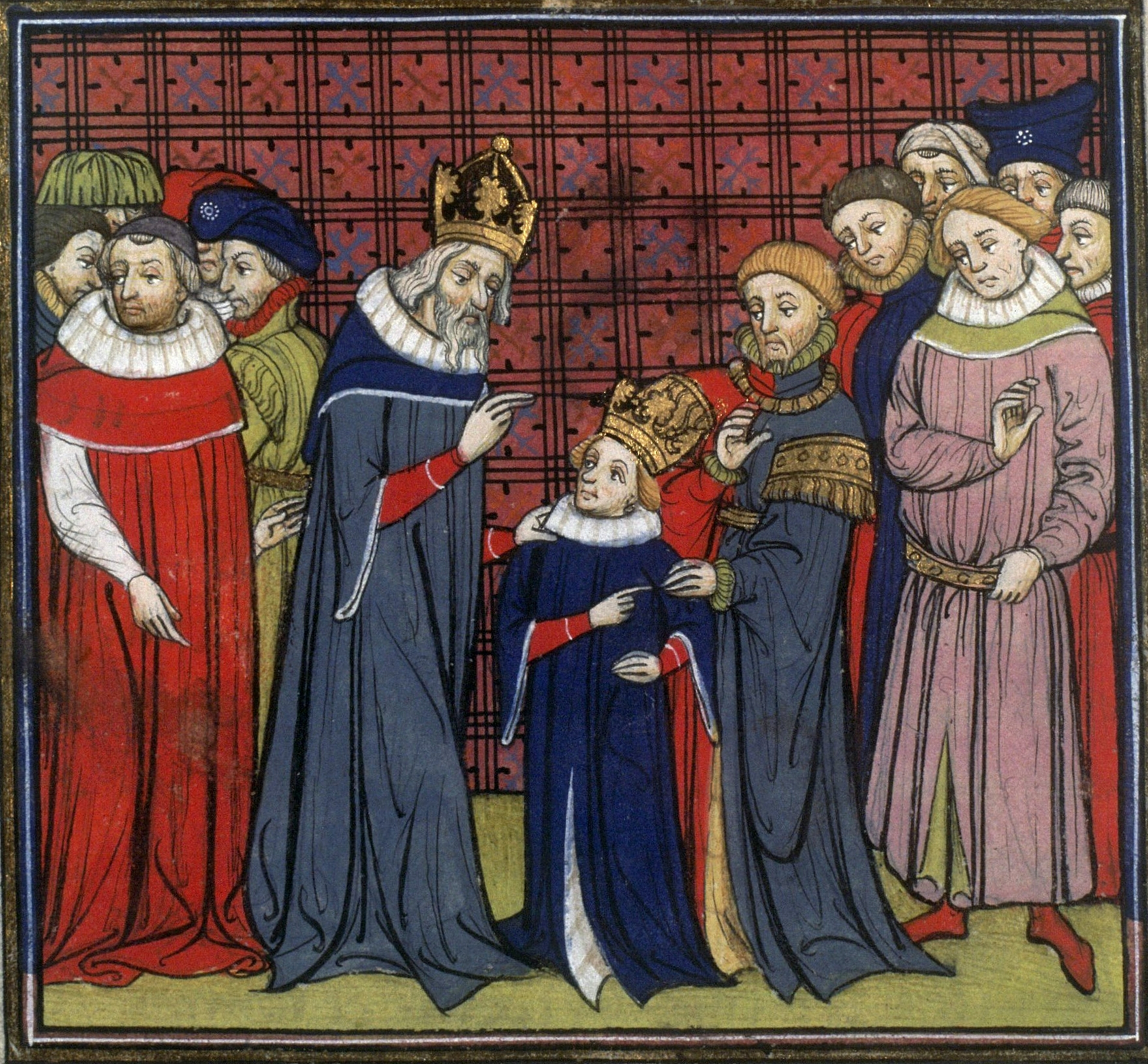
Łacinnicy w średniowieczu

Łacinnicy (gr. Latínoi) – termin używany w Bizancjum w okresie średniowiecza dla określenia chrześcijan zachodnich (katolików), podległych papieżowi rzymskiemu. Określenie łacinnicy było używane zamiennie z terminem Frankowie.
W międzywojennej Polsce terminem tym określano również ukraińskojęzycznych rzymskich katolików w Galicji Wschodniej czy ziemi chełmskiej.

## Literatura
- 8. Łacinnicy i Polacy grekokatolicy. W: Olga Linkiewicz: Lokalność i nacjonalizm. Społeczności wiejskie w Galicji Wschodniej w dwudziestoleciu międzywojennym. Kraków: Universitas, 2018. ISBN 97883-242-3415-8. Brak numerów stron w książce
- Andrzej Szabaciuk: "Rosyjski Ulster". Kwestia chełmska w polityce imperialnej Rosji w latach 1863-1915. Lublin: Wydawnictwo KUL, 2013. ISBN 97883-7702-819-3. Brak numerów stron w książce